# Joseph Adna Hill

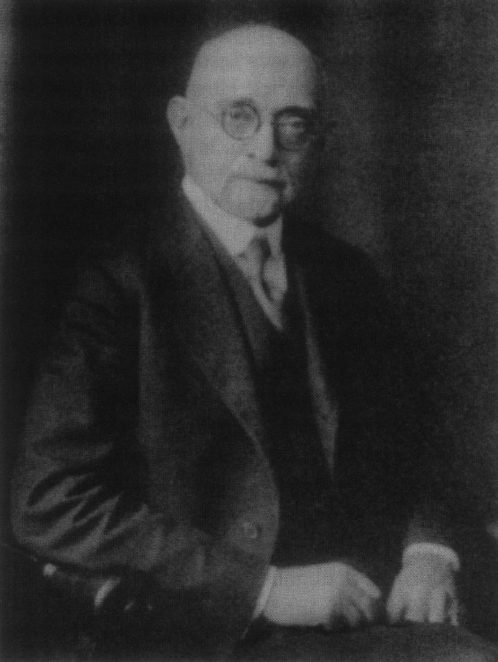
Joseph Adna Hill, Jefe de estadística de la Oficina del Censo de los Estados Unidos.

Joseph Adna Hill (1860-1938) fue un estadístico estadounidense, nacido en Stewartstown, New Hampshire. Hill descendía de "una familia de élite de Nueva Inglaterra" y asistió a muchas instituciones educativas reconocidas: después de graduarse de Phillips Exeter, asistió a la Universidad de Harvard, se graduó en 1885 y completó sus estudios de posgrado en la Universidad. de Halle (Ph.D.) en 1892. Publicó The English Income Tax with Special Reference to Administration and Method of Assessment (El impuesto sobre la renta en inglés con referencia especial a la administración y al método de evaluación) (1899). 
En 1899, realizó trabajos estadísticos para la Oficina del Censo de los Estados Unidos, de los cuales se convirtió en jefe de estadística en 1909. A este respecto, tenía a su cargo los informes del censo sobre trabajo infantil, analfabetismo, matrimonio y divorcio, mujeres en el trabajo y un informe para la Comisión de Inmigración sobre las ocupaciones de inmigrantes. Fue autor de muchos informes censales sobre trabajo infantil, locura, divorcio y temas afines. Hill estaba particularmente interesado en la raza y la nacionalidad, y agregó preguntas y categorías al censo en 1910 y 1920 que registrarían información más detallada sobre esos temas, entre ellos volver a usar la designación racial de "mulato" que había sido eliminada del censo de 1900. Fue nombrado Subdirector del censo en 1921. 
Aunque revisado por Edward Vermilye Huntington, a Hill se le atribuye la concepción del Método de Proporciones Iguales o el método Huntington-Hill de asignación de escaños de la Cámara de Representantes de los Estados Unidos a los estados, en función de sus poblaciones determinadas en el censo de los Estados Unidos. Este algoritmo matemático se ha utilizado en los EE. UU. desde 1941 y actualmente es el método utilizado.